# Кооптация
Коопта́ция (лат. cooptatio — дополнительное избрание, довыборы) — введение в состав выборного органа новых членов либо кандидатов собственным решением данного органа без проведения дополнительных выборов. Кооптация может в дальнейшем утверждаться на общем собрании соответствующей организации, если того требуют её учредительные документы.
В медицине, в частности в кардиологии, кардиохирургии и ультразвуковом исследовании сердца (эхокардиографии) термином кооптация определяется смыкание (линия, точки смыкания) створок клапанов сердца. Глубина кооптации — расстояние между плоскостью кольца клапана (чаще имеется в виду митральный клапан) и точкой соприкосновения его створок. Чем больше это расстояние, тем ниже коаптационная способность створок (т.е. способность створок к смыканию).

## Особенности
Кооптация представляет собой вид «избрания сверху», чем потенциально создаёт почву для злоупотреблений: руководящие работники, таким образом, получают возможность оградить себя от влияния нижестоящей массы, избирая только «удобных» для себя членов-единомышленников. Поэтому она часто подвергается критике как недемократический метод выборов.
Для некоторых организаций, тем не менее, кооптация является единственно практикуемой формой избрания членов — таковы, в частности, различные академии наук. Другие организации могут практиковать кооптацию при определённых условиях: например, в период 1908—1917 гг. партия большевиков, изначально придерживавшаяся принципа выбора руководителей «снизу», вынуждена была в условиях репрессий со стороны царского правительства официально применить метод кооптации для избрания руководящих органов, что было надлежащим образом закреплено в Уставе партии. Именно путём кооптации в Центральный комитет коммунистической партии был избран И. В. Сталин.
После Октябрьской революции принцип кооптации в компартии был формально упразднён, однако, с течением времени фактически возродился в партийной и государственной жизни СССР в форме безальтернативных выборов: предложения руководящими кругами единственной кандидатуры для выборов с последующим «единогласным одобрением» массой избирателей. Такая практика действительно привела к большим злоупотреблениям и доказала порочность подмены демократической процедуры выборов широкомасштабной кооптацией.
В наши дни подобная практика существует при выборе Президиума Российской академии художеств.

«в период между заседаниями академического собрания президиум Академии вправе кооптировать в свой состав на имеющиеся вакансии новых членов из числа действительных членов Академии»

Устав Российской академии художеств, 1997 г.